# クーパー家の晩餐会
『クーパー家の晩餐会』（クーパーけのばんさんかい、Love the Coopers）は、2015年にアメリカ合衆国で製作されたコメディ映画。監督をジェシー・ネルソンが、脚本をスティーヴン・ロジャースが務めた。出演はアラン・アーキン、ジョン・グッドマン、エド・ヘルムズ、ダイアン・キートン、ジェイク・レイシー、アンソニー・マッキー、アマンダ・セイフライド、ジューン・スキッブ、マリサ・トメイ、オリヴィア・ワイルド。

## ストーリー
クリスマス・イヴ。毎年この日には一族全員が集まり晩餐会を開くのがクーパー家の習わしとなっていた。しかし、集まった家族にはそれぞれ抱えている秘密や問題があり、それが原因で晩餐会は思いもよらぬ展開へと発展する。

## キャスト
※括弧内は日本語吹替
- ラグスの声（ナレーター） - スティーヴ・マーティン（真田五郎）
- バッキー - アラン・アーキン（糸博）
- サム - ジョン・グッドマン（石住昭彦）
- ハンク - エド・ヘルムズ（永井誠）
- シャーロット - ダイアン・キートン（松岡洋子）
- ジョー - ジェイク・レイシー
- ウィリアムズ巡査 - アンソニー・マッキー（荒井勇樹）
- ルビー - アマンダ・セイフライド（小島幸子）
- フィッシー叔母さん - ジューン・スキッブ
- エマ - マリサ・トメイ（佐々木優子）
- エレノア - オリヴィア・ワイルド（東條加那子）
- アンジー - アレックス・ボースタイン
- チャーリー - ティモテ・シャラメ（駒田航）
- ボー - マクスウェル・シムキンズ
- マディソン - ブレイク・バウムガートナー